# 雷古米耶尔德拉谢拉
雷古米耶尔德拉谢拉，是西班牙卡斯蒂利亚-莱昂布尔戈斯省的一个市镇。总面积21平方公里，总人口452人（2001年），人口密度22人/平方公里。